# Петрова, Любовь Сергеевна
Любо́вь Серге́евна Петро́ва (род. 1 августа 1984, Свердловск-44, РСФСР, СССР) — российская биатлонистка, неоднократный призёр чемпионата Европы и чемпионата России. Мастер спорта России международного класса (2010).

## Биография
Любовь Петрова родилась в закрытом городе Свердловске-44 (ныне город Новоуральск). Представляла Свердловскую область, ДЮСШ № 4 и СК «Кедр» города Новоуральска и команду Вооружённых сил. Тренеры — Н. И. Чегодаев, С. П. Соловьёв.

### Юниорская карьера
На чемпионате Европы среди юниоров 2005 года в Новосибирске стала бронзовым призёром в спринте, серебряным — в гонке преследования и заняла четвёртое место в индивидуальной гонке.
В том же году на юниорском чемпионате мира в Контиолахти была 40-й в индивидуальной гонке, седьмой — в спринте и девятой — в пасьюте.
Участница юниорского Кубка IBU в сезонах 2003/04 и 2004/05. Лучший результат в личных дисциплинах — третье место в спринте на этапе в Гармиш-Партенкирхене в январе 2005 года.

### Взрослая карьера
Неоднократно участвовала в гонках Кубка IBU в сезонах 2004/05-2009/10. Лучший результат в личных видах — второе место в индивидуальной гонке в январе 2007 года на этапе в Чезане. В январе 2005 года становилась серебряным призёром в эстафете на этапе в Риднау.
На Кубке мира стартовала в двух гонках сезона 2007/08 в ноябре 2007 года в Контиолахти. Лучший результат — 46-е место в индивидуальной гонке.
Участница чемпионата Европы 2009 года в Уфе, где стала серебряным призёром в эстафете, бронзовым — в индивидуальной гонке, а также заняла шестое место в спринте и седьмое — в гонке преследования.
На чемпионатах мира среди военнослужащих в 2010 году была 33-й в спринте, в 2011 году — восьмой.
На уровне чемпионата России неоднократно была призёром, в том числе в 2009 году завоевала серебро в командной гонке и бронзу — в индивидуальной гонке и эстафете. В 2008 году — серебряный призёр в индивидуальной гонке, в 2007 году — серебряный призёр в командной гонке, в 2006 году — бронзовый призёр в эстафете.
Побеждала на этапах Кубка России.
Завершила спортивную карьеру в 2014 году.
Окончила Уральский государственный горный университет (Екатеринбург, 2008).